# Maria Bogda
Janina Kopaczek-Brodzisz connue sous le nom de scène de Maria Bogda, née le 25 novembre 1909 à Lemberg et morte le 30 juin 1981  à Desert Hot Springs, est une actrice polonaise, l'une des stars de cinéma les plus populaires de Pologne dans l'entre-deux-guerres.

## Biographie
En 1927, Maria Bogda obtient son diplôme de l'Institut du film de Wiktor Biegański à Varsovie. En 1929, elle est élue la plus belle femme polonaise au concours du journal national le plus lu de Pologne d'entre-deux-guerres Ilustrowany Kurier Codzienny. À partir de 1931, elle apparaît essentiellement dans les productions réalisées par le Studio de film B.W.B. que son mari acteur Adam Brodzisz cofonde avec Michał Waszyński et Eugeniusz Bodo
Pendant l'occupation, elle reste à Varsovie où elle travaille comme serveuse au café "Napoleonka". Elle participe à l'insurrection de Varsovie de 1944, pendant laquelle elle gère la cantine des insurgés à Mokotów. Après la défaite du soulèvement, elle retrouve son mari à Zakopane. Incapable de retrouver un emploi dans la cinématographie de la Pologne communiste d'après-guerre, elle travaille avec son mari au théâtre. En juin 1961, ils partent avec  "Skiz"  Gabriela Zapolska en tournée aux États-Unis. Ils n'en reviennent plus. Ils s'installent à Los Angeles où ils s'occupent de l'élevage de chinchillas. A la retraite, ils déménagent à Desert Hot Spring.
En avril 1988, selon ses dernières volontés, elle est enterrée au cimetière Rakowicki de Cracovie.

## Filmographie partielle
- 1929 : Pod banderą miłości (en) de Michał Waszyński
- 1932 : Sound of the Desert (en) de Michał Waszyński
- 1932 : Bezimienni bohaterowie (en) de Michał Waszyński
- 1933 : Le Défenseur de la cité de Edward Puchalski (pl)
- 1934 : Fille du général Pankratov (Córka generala Pankratowa) de Józef Lejtes et Mieczysław Znamierowski
- 1934 : Vibrante jeunesse (Młody las) de Józef Lejtes
- 1935 : ABC miłości (en) de Michał Waszyński
- 1935 : Antek policmajster (pl) de Michał Waszyński
- 1935 : Rapsodia Bałtyku (en) de Leonard Buczkowski
- 1936 : Pan Twardowski[1] de Henryk Szaro
- 1938 : Kobiety nad przepaścią (en) de Michał Waszyński et Emil Chaberski (pl)